# Сімпсони (сезон 8)
Восьмий сезон мультсеріалу «Сімпсони» розпочався на каналі «Fox» 27 жовтня 1996 і закінчився 18 травня 1997 року.
Сезон отримав 2 премії «Еммі»:
- серія «Homer's Phobia» — «Найкраща анімаційна передача менше однієї години» 1997 року[1];
- Альф Клаузен і Кен Кілер — за «Найкращі особисті досягнення в музиці і текстах пісень» за пісню «We Put The Spring In Springfield» з серії «Bart After Dark»;
- Альф Клаузен також номінувався «Найкраще керування музикою» в серії «Simpsoncalifragilisticexpiala(Annoyed Grunt)cious». Також серія «Brother from Another Series» була номінована за «Змішування звуку для комедійного серіалу або особливих фільмів».

## Список серій
| № серії (загалом) | № серії (в сезоні) | Назва серії                                                                     | Режисер(и)      | Сценарист(и)                                                      | Оригінальна дата показу | Код серії | Глядачів в США (млн) |
| --- | ------------------ | ------------------------------------------------------------------------------- | --------------- | ----------------------------------------------------------------- | ----------------------- | --------- | -------------------- |
| 154 | 1                  | «Treehouse of Horror VII» «Сімпсони і Гелоуїн VII»                              | Майк Андерсон   | Кен Кілер, Ден Гріні і Девід Коен                                 | 27 жовтня 1996          | 4F02      | 18.3                 |
| «The Thing and I» (укр. «Воно і я») — Барт дізнається, що у нього є сіамський близнюк, який живе на горищі будинку Сімпсонів… «The Genesis Tub» (укр. «Миска цивілізації») — Маючи намір довести, що прохолоджувальні напої небезпечні, Ліса створює власний мікросвіт. «Citizen Kang» (укр. «Громадянин Канг») — Щоб захопити Землю, Канг і Кодос приймають форму кандидатів в президенти США Білла Клінтона і Боба Доула. Єдиний, хто знає правду — це Гомер… Запрошені зірки: Філ Хартман в ролі Білла Клінтона |                    |                                                                                 |                 |                                                                   |                         |           |                      |
| 155 | 2                  | «You Only Move Twice» «Переїжджаєш лише двічі»                                  | Майк Андерсон   | Джон Шварцвельдер                                                 | 3 листопада 1996        | 3F23      | 13.9                 |
| Гомер із сім'єю переїжджають в нове місто після того, як він отримує пропозицію про кращу роботу на кращій атомній електростанції. Однак, дуже скоро перший захват від нового міста, нового будинку і всієї іншої чудової новизни проходить, і Сімпсони (крім глави сімейства) починають почуватися погано. Запрошені зірки: Альберт Брукс в ролі Генка Скорпіо |                    |                                                                                 |                 |                                                                   |                         |           |                      |
| 156 | 3                  | «The Homer They Fall» «Падіння від Гомера»                                      | Марк Кіркланд   | Джонатан Кольєр                                                   | 10 листопада 1996       | 4F03      | 17.0                 |
| Завдяки Мо Гомер стає боксером. Його унікальна «техніка» робить його непереможним серед аматорів. Він стає настільки знаменитим, що ним починають цікавитися «шишки» з вищої ліги… Запрошені зірки: Пол Вінфілд в ролі Луція Світ, Майкл Баффер в ролі самого себе |                    |                                                                                 |                 |                                                                   |                         |           |                      |
| 157 | 4                  | «Burns, Baby Burns» «Бернс, дитина Бернса»                                      | Джим Рірдон     | Ієн Макстон-Ґрем                                                  | 17 листопада 1996       | 4F05      | 12.6                 |
| Містер Бернс знаходить сина Ларрі, з яким він був у довгій розлуці. Бернс-молодший намагається хоч якось завоювати любов свого старого, але все у нього виходить з рук. Однак, Гомер Сімпсон пропонує бідоласі «прекрасний» спосіб вирішення проблеми… Запрошені зірки: Родні Дангерфілд в ролі Ларрі |                    |                                                                                 |                 |                                                                   |                         |           |                      |
| 158 | 5                  | «Bart After Dark» «Барт у тіньовому бізнесі»                                    | Домінік Полчіно | Річард Аппель                                                     | 24 листопада 1996       | 4F06      | 14.1                 |
| За чергову витівку Барта «засуджують» до виправних робіт. Він повинен відпрацювати в будинку жінки, майну якої завдав шкоду. Однак скоро з’ясовується, що це не найкраще місце для перевиховання… |                    |                                                                                 |                 |                                                                   |                         |           |                      |
| 159 | 6                  | «A Milhouse Divided» «Мілгаус розділений»                                       | Стівен Дін Мур  | Стів Томпкінс                                                     | 1 грудня 1996           | 4F04      | 12.8                 |
| Мардж вирішує влаштувати вечірку в будинку Сімпсонів, куди запрошують своїх друзів. Однак, Ван Гутени дуже погано проводять час і весь вечір сперечаються, поки Луан не оголошує Кірку, що хоче розлучення. |                    |                                                                                 |                 |                                                                   |                         |           |                      |
| 160 | 7                  | «Lisa’s Date with Density» «Побачення Ліси з велетнем»                          | Сьюзі Діттер    | Майк Скаллі                                                       | 15 грудня 1996          | 4F01      | н/д                  |
| Ліса закохується у Нельсона і, водночас, намагається його напоумити. Тим часом Гомер відкриває спосіб швидко заробити на шахрайстві з телемагазину. |                    |                                                                                 |                 |                                                                   |                         |           |                      |
| 161 | 8                  | «Hurricane Neddy» «Буревій Недді»                                               | Боб Андерсон    | Стів Янг                                                          | 29 грудня 1996          | 4F07      | н/д                  |
| Після руйнівного буревію багато будинків в місті лежать в руїнах, включно з будинком Фландерсів. Спроба Гомера та жителів міста відновити будинок, змушує Неда Фландерса вирушити до психлікарні… Запрошені зірки: Джон Ловітц в ролі Джея Шермана |                    |                                                                                 |                 |                                                                   |                         |           |                      |
| 162 | 9                  | «El Viaje Misterioso de Nuestro Jomer» «Таємнича подорож нашого Гомера»         | Джим Рірдон     | Кен Кілер                                                         | 5 січня 1997            | 3F24      | 14.9                 |
| Гомер зловживає екзотичним червоним перцем. Він поринає у містичну подорож разом з балакучим духовим поводирем, Койотом, щоб знайти споріднену душу… Запрошені зірки: Джонні Кеш в ролі Койота |                    |                                                                                 |                 |                                                                   |                         |           |                      |
| 163 | 10                 | «The Springfield Files» «Цілком таємно у Спрінґфілді»                           | Стівен Дін Мур  | Рейд Харрісон                                                     | 12 січня 1997           | 3G01      | 20.9                 |
| Гомеру, який побачив по дорозі додому з таверни Мо в лісі щось незвідане, не вірить ніхто в місті, включно з агентами ФБР, Фоксом Малдером і Дейною Скаллі, котрі спеціально прибули для розслідування… Запрошені зірки: Девід Духовни і Джилліан Андерсон в ролі в ролі агентів Малдера і Скаллі відповідно, Леонард Німой в ролі самого себе |                    |                                                                                 |                 |                                                                   |                         |           |                      |
| 164 | 11                 | «The Twisted World of Marge Simpson» «Скручений світ Мардж Сімпсон»             | Чак Шітс        | Дженніфер Криттенден                                              | 19 січня 1997           | 4F08      | 14.0                 |
| Мардж інвестує гроші у в брецель-франшизу. Однак, коли боротьба з продажем брецелів загострюється, Гомер мимоволі звертається до Жирного Тоні. Запрошені зірки: Джо Мантенья в ролі Жирного Тоні, Джек Леммон в ролі Френка Орманда |                    |                                                                                 |                 |                                                                   |                         |           |                      |
| 165 | 12                 | «Mountain of Madness» «Гора божевілля»                                          | Марк Кіркланд   | Джон Шварцвельдер                                                 | 2 лютого 1997           | 4F10      | 9.1                  |
| Містер Бернс вирішує навчити свій персонал працювати в команді. Для цього всі працівники станції за його наказом вирушають в гори, де, розділившись на пари, вони повинні якомога швидше дістатися до вершини. Останні будуть звільнені… У партнери Гомеру дістається сам містер Бернс. |                    |                                                                                 |                 |                                                                   |                         |           |                      |
| 166 | 13                 | «Simpsoncalifragilisticexpiala(Annoyed Grunt)cious» «Шеррі Боббінс»             | Чак Шітс        | Ел Джін і Майк Рейсс                                              | 7 лютого 1997           | 3G03      | 17.7                 |
| У будинку Сімпсонів з’являється дивовижна няня на ім’я Шері Боббінс. Вона здатна змінити на краще кого завгодно, але тільки не Сімпсонів. |                    |                                                                                 |                 |                                                                   |                         |           |                      |
| 167 | 14                 | «The Itchy & Scratchy & Poochie Show» «Шоу Чуха і Сверблячки і Рабка»           | Стівен Дін Мур  | Девід Коен                                                        | 9 лютого 1997           | 4F12      | 15.5                 |
| Коли рейтинги «Шоу Чуха і Сверблячки» починають падати, виробники вирішують ввести нового персонажа, пса Рабка (англ. Poochie). Гомера запрошують озвучувати нового персонажа. Однак, замість успіху і слави його чекає кошмарний провал. Запрошені зірки: Алекс Рокко в ролі Роджера Майєрса молодшого |                    |                                                                                 |                 |                                                                   |                         |           |                      |
| 168 | 15                 | «Homer’s Phobia» «Фобія Гомера»                                                 | Майк Андерсон   | Рон Хауг                                                          | 16 лютого 1997          | 4F11      | 15.3                 |
| В гості до Сімпсонів приходить торговець старими речами Джон. Його захоплює будинок, наповнений різним мотлохом. Однак, скоро з’ясовується, що він – гей. Це сильно хвилює Гомера, який переживає за Барта, котрий здружився з новим приятелем родини. Тому Гомер вирішує зробити з Барта справжнього чоловіка. Запрошені зірки: Джон Вотерс в ролі Джона |                    |                                                                                 |                 |                                                                   |                         |           |                      |
| 169 | 16                 | «Brother from Another Series» «Брат з іншого серіалу»                           | Піт Майклз      | Кен Кілер                                                         | 23 лютого 1997          | 4F14      | 15.1                 |
| Другий Номер Боб звільнений з в’язниці, і його брат Сесіл наймає його для нагляду за будівництвом дамби. Барт підозрює, що Боб планує щось, і переслідує його разом із Лісою. Запрошені зірки: Келсі Греммер в ролі Другого Номера Боба, Девід Гайд Пірс в ролі Сесіла і чоловіка з натовпу |                    |                                                                                 |                 |                                                                   |                         |           |                      |
| 170 | 17                 | «My Sister, My Sitter» «Моя сестра, моя нянька»                                 | Джим Рірдон     | Ден Гріні                                                         | 2 березня 1997          | 4F13      | 15.1                 |
| Ліса підробляє нянею. Всі в захваті від того, як вона справляється зі своїми обов’язками. Однак, одного вечора, проведеного в якості няні для рідного брата і меншої сестри, Барт примудряється зробити все, щоб зруйнувати репутацію сестри… |                    |                                                                                 |                 |                                                                   |                         |           |                      |
| 171 | 18                 | «Homer vs. The Eighteenth Amendment» «Гомер проти вісімнадцятої поправки»       | Боб Андерсон    | Джон Шварцвельдер                                                 | 16 березня 1997         | 4F15      | 14.6                 |
| У Спрінґфілді забороняють алкоголь після того, як Барт випадково напивається на міському параді. Рекс Баннер, призначений на посаду шефа поліції замість Кленсі Віггама, повинен забезпечити виконання нових законів і припинити контрабанду від Жирного Тоні. Рекс досягає успіху, доки Гомер не починає займатися контрабандною алкоголю… Запрошені зірки: Джо Мантенья в ролі Жирного Тоні, Дейв Томас в ролі Рекса Баннера |                    |                                                                                 |                 |                                                                   |                         |           |                      |
| 172 | 19                 | «Grade School Confidential» «Початкова школа конфіденційна»                     | Сьюзі Діттер    | Рейчел Пулідо                                                     | 6 квітня 1997           | 4F09      | 13.3                 |
| Після того, як Барт випадково стає свідком роману між директором Скіннером та місіс Крабапель, хлопчик висуває свої умови в обмін на мовчання… Запрошені зірки: Марсія Уоллес в ролі Едни Крабапель |                    |                                                                                 |                 |                                                                   |                         |           |                      |
| 173 | 20                 | «The Canine Mutiny» «Собачий бунт»                                              | Домінік Полчіно | Рон Хауг                                                          | 13 квітня 1997          | 4F16      | н/д                  |
| Барт роздобуває кредитну картку. Він починає замовляти за каталогами величезну кількість найрізноманітніших товарів. Серед них опиняється й собака Ледді, що підкорює серця всіх Сімпсонів. Вони навіть не помічають зникнення Маленького Помічника Санти… Запрошені зірки: Френк Велкер в ролі Ледді |                    |                                                                                 |                 |                                                                   |                         |           |                      |
| 174 | 21                 | «The Old Man and the Lisa» «Старий і Ліса»                                      | Марк Кіркланд   | Джон Шварцвельдер                                                 | 20 квітня 1997          | 4F17      | 14.0                 |
| Містер Бернс розорений. Однак, врятувати його може Ліса Сімпсон, яка після довгих умовлянь, погоджується допомогти старому скнарі в обмін на обіцянку піклуватися про навколишнє середовище. Запрошені зірки: Брет Гарт в ролі самого себе |                    |                                                                                 |                 |                                                                   |                         |           |                      |
| 175 | 22                 | «In Marge We Trust» «Ми віримо у Мардж»                                         | Стівен Дін Мур  | Донік Кері                                                        | 27 квітня 1997          | 4F18      | 16.9                 |
| Мардж стурбована тим, що отець Лавджой не достукується до своїх парафіян і стає новою порадницею-слухачкою при церкві. Коли Мардж досягає успіху, Лавджой побоюється, що він став «пастирем без пастви». Тим часом, Гомер знаходить старий японський продукт, «Містер Блиск» (англ. «Mr. Sparkle», яп. «ミスタースパーコル»), засіб для миття посуду, з логотипом, який дуже нагадує Гомера. Запрошені зірки: Саб Шимоно в ролі Містера Блиска, Гедде Ватанабе в ролі заводського майстра, Френк Велкер в ролі бабуїнів, Карен Маруяма в ролі танцівниці |                    |                                                                                 |                 |                                                                   |                         |           |                      |
| 176 | 23                 | «Homer’s Enemy» «Ворог Гомера»                                                  | Джим Рірдон     | Джон Шварцвельдер                                                 | 4 травня 1997           | 4F19      | 11.8                 |
| Френк Граймс, новий співробітник Спрінґфілдської атомної електростанції, є працьовитою людиною, яка ніколи не відхилялася від свого рутинного життя. На роботі він зустрічає Гомера і негайно починає ненавидіти його, його погану роботу та його ставлення до роботи… Тим часом Барт на аукціоні купує покинуту фабрику за долар, яку він використовує, щоб грати на заводі з Мілгаусом. |                    |                                                                                 |                 |                                                                   |                         |           |                      |
| 177 | 24                 | «The Simpsons Spin-Off Showcase» «Розкрутка другорядних персонажів «Сімпсонів»» | Ніл Аффлек      | Сюжет: Кен Кілер Сценарій: Кен Кілер, Джонатан Кольєр і Ден Гріні | 11 травня 1997          | 4F20      | 11.6                 |
| Трой МакКлур є ведучим шоу, в якому представлені три ідеї для розкрутки персонажів «Сімпсонів»: - «Chief Wiggum, P.I.» (укр. «Приватний детектив шеф Віггам») — Шеф Віггам і Худорлявий (Сеймур Скінер) є детективами в Новому Орлеані. Одного разу лиходій «Велики Тато» викрадає Ральфа, сина Віггама. - «The Love-Matic Grampa» (укр. «Дід-ловелас») — Душа Ейба Сімпсона вселилася у «Вимірювач кохання» у таверні Мо… - «The Simpson Family Smile-Time Variety Hour» (укр. «Веселе вар’єте сім’ї Сімпсонів») — Сімпсони (окрім Ліси) беруть участь у шоу-вар'єте 1970-х років. Запрошені зірки: Філ Хартман в ролі Троя МакКлура, Гайлард Саартен в ролі «Великого Тата», Тім Конвей в ролі самого себе |                    |                                                                                 |                 |                                                                   |                         |           |                      |
| 178 | 25                 | «The Secret War of Lisa Simpson» «Секретна війна Ліси Сімпсон»                  | Майк Андерсон   | Річард Аппель                                                     | 18 травня 1997          | 4F21      | 12.7                 |
| Барта відправляють у військове училище, на перевиховання. Несподівано Ліса бажає також бути зарахованою в це ж училище, оскільки їй здається, що рівень навчання в академії значно вище, ніж в її школі. Однак, її чекають серйозні труднощі… Запрошені зірки: Віллем Дефо в ролі коменданта військового училища |                    |                                                                                 |                 |                                                                   |                         |           |                      |